# Nissan Vanette
Nissan Vanette — випускається японською компанією Nissan з 1979 року, в модифікації фургона, малої бортової вантажівки і мікроавтобуса, місткістю від 2 до 8 місць. З перших днів випуску автомобілі Vanette оснащувалися бензиновими двигунами (A12S, A15S, A14S, Z20S, Z24S, Z24i, GA16DE, SR20DE), і дизельними двигунами (LD20, LD20-II). За історію існування змінилися 3 покоління: С120 (1979-87р.), С22 (1986-95р.), С23 (1995-2001). Виробництво здійснюється в Японії, а з 1995 року і в Іспанії. Існує безліч модифікацій моделей, варіантів скління кузова, к-сть місць і дверей. У конструкції використовується 4-х і 5-ти швидкісна механічна коробка передач, а з серії С22 встановлюються і автоматична. Підвіска може бути ресорною і пружинною, спереду - двохважільна торсіонна, ззаду - ведучий міст. Є задньопривідні і повнопривідні версії. Серія С23 в різному виконанні може також називатися Vanette Cargo, або Serena. В даний момент випускається в кузовах SK 22 і SK 82 на заводах Mazda Corp, так як вона побудована на базі Mazda Bongo, і продається під назвами Mazda Bongo, Nissan Vanette і Mitsubishi Delica. На європейському ринку модель замінили на Nissan Primastar.

## Nissan Vanette І (C120, 1978-1988)

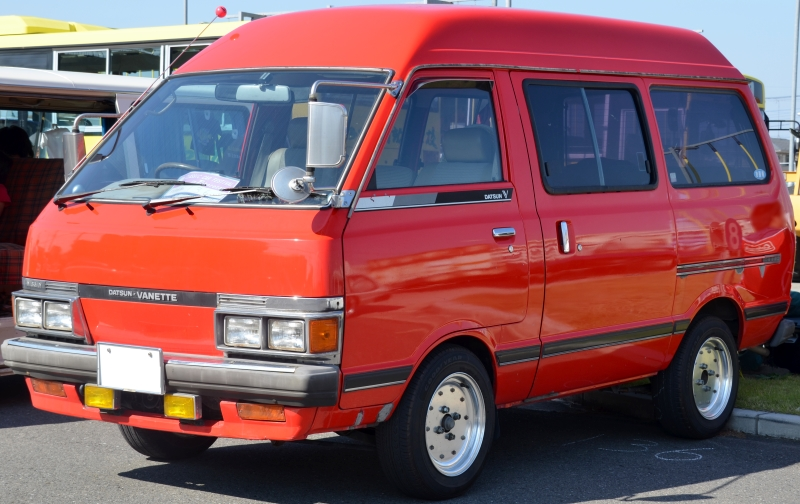
Nissan Vanette І (C120, 1978-1988)

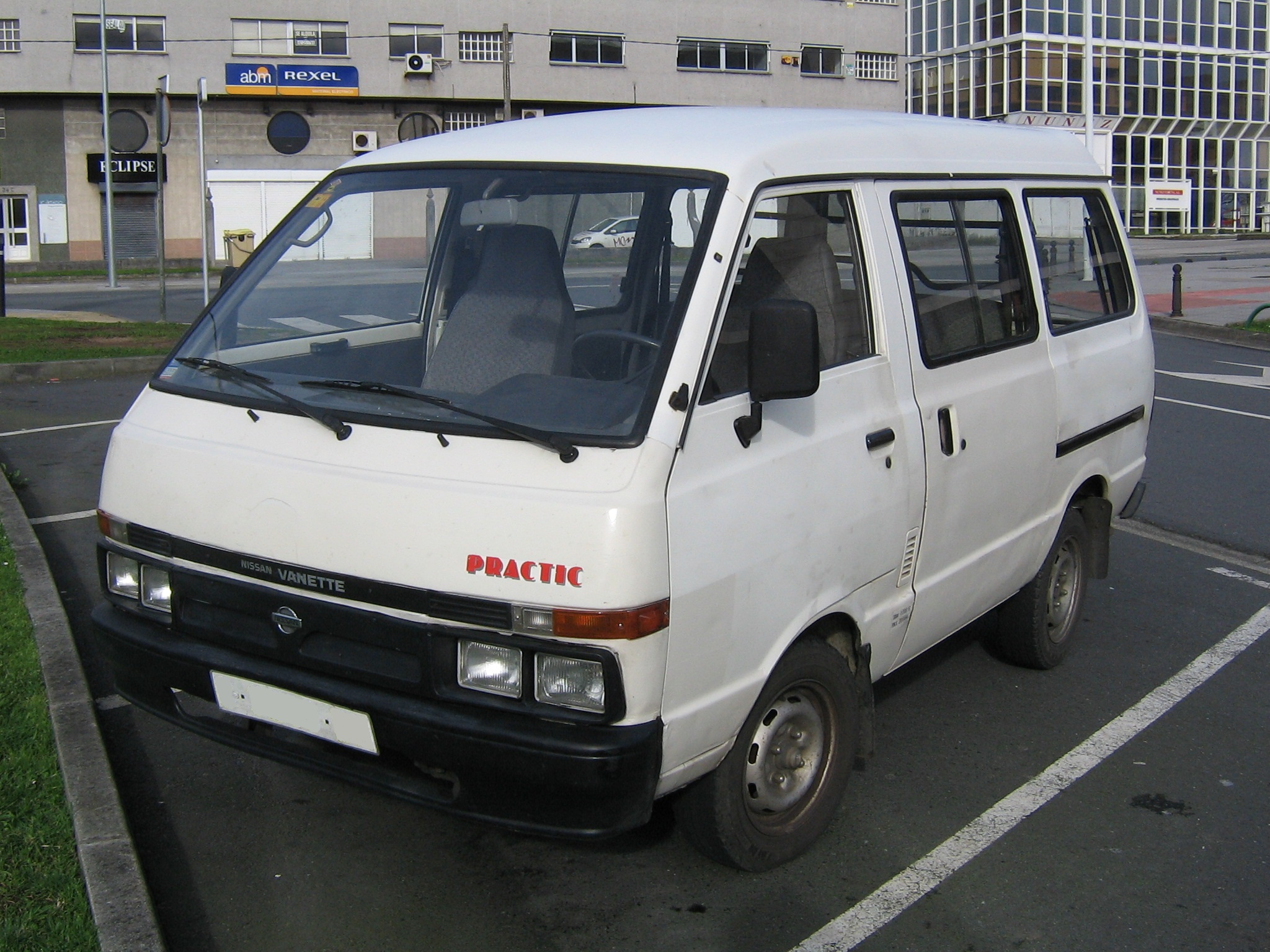
Nissan Vanette Cargo (C220, Європа 1986-1994)

- 1.2 L A12 I4
- 1.4 L A14 I4
- 1.5 L A15 I4
- 2.0 L Z20 I4
- 2.0 L LD20 diesel I4

## Nissan Vanette ІІ (C22, 1985-1995)

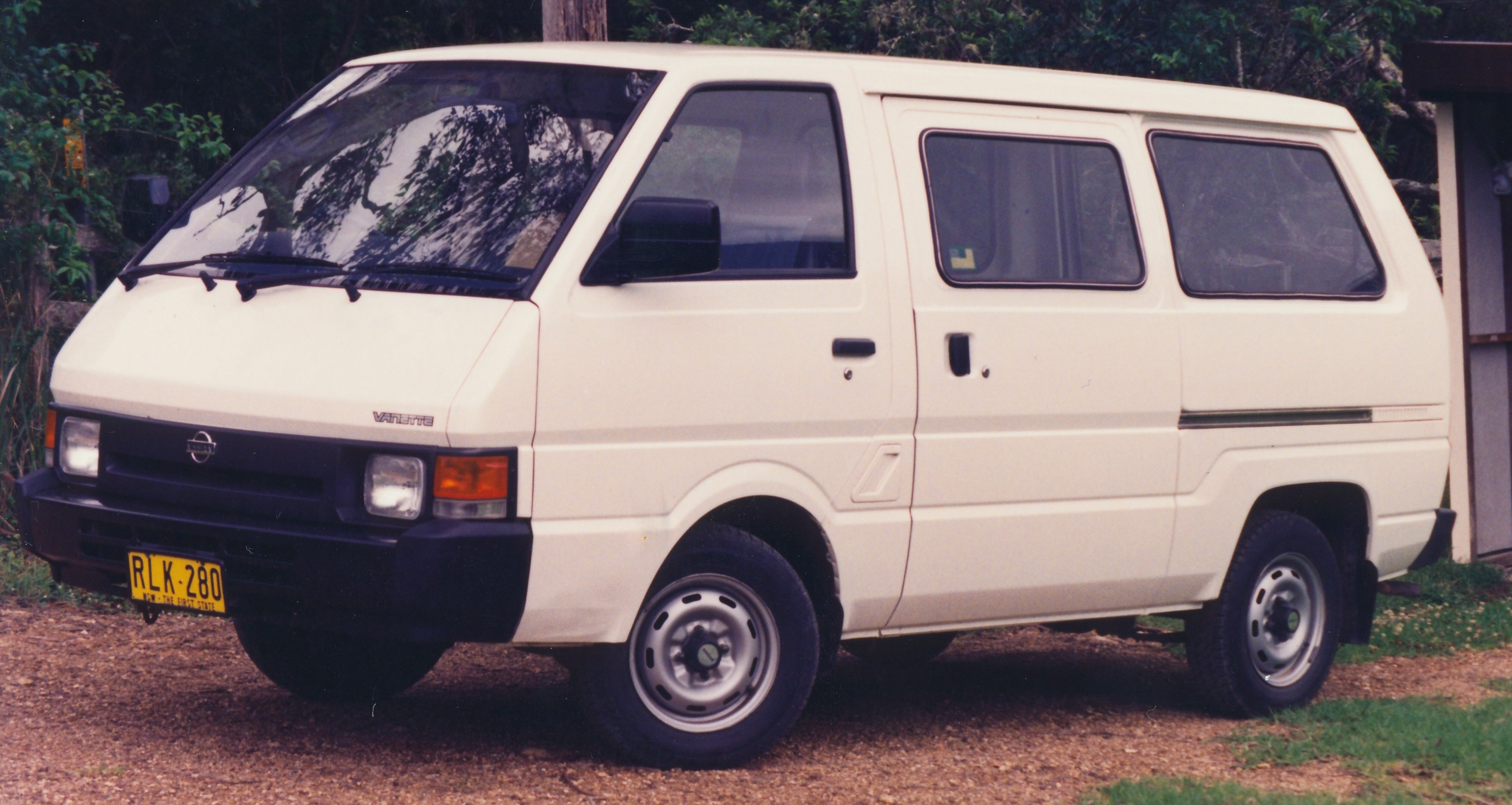
Nissan Vanette ІІ (C22, 1985-1995)

- 1.2 L A12 I4
- 1.4 L A14 I4
- 1.5 L A15 I4
- 2.0 L Z20 I4
- 2.0 L LD20 diesel I4

## Nissan Vanette E (C123, Європа 1994-2002)

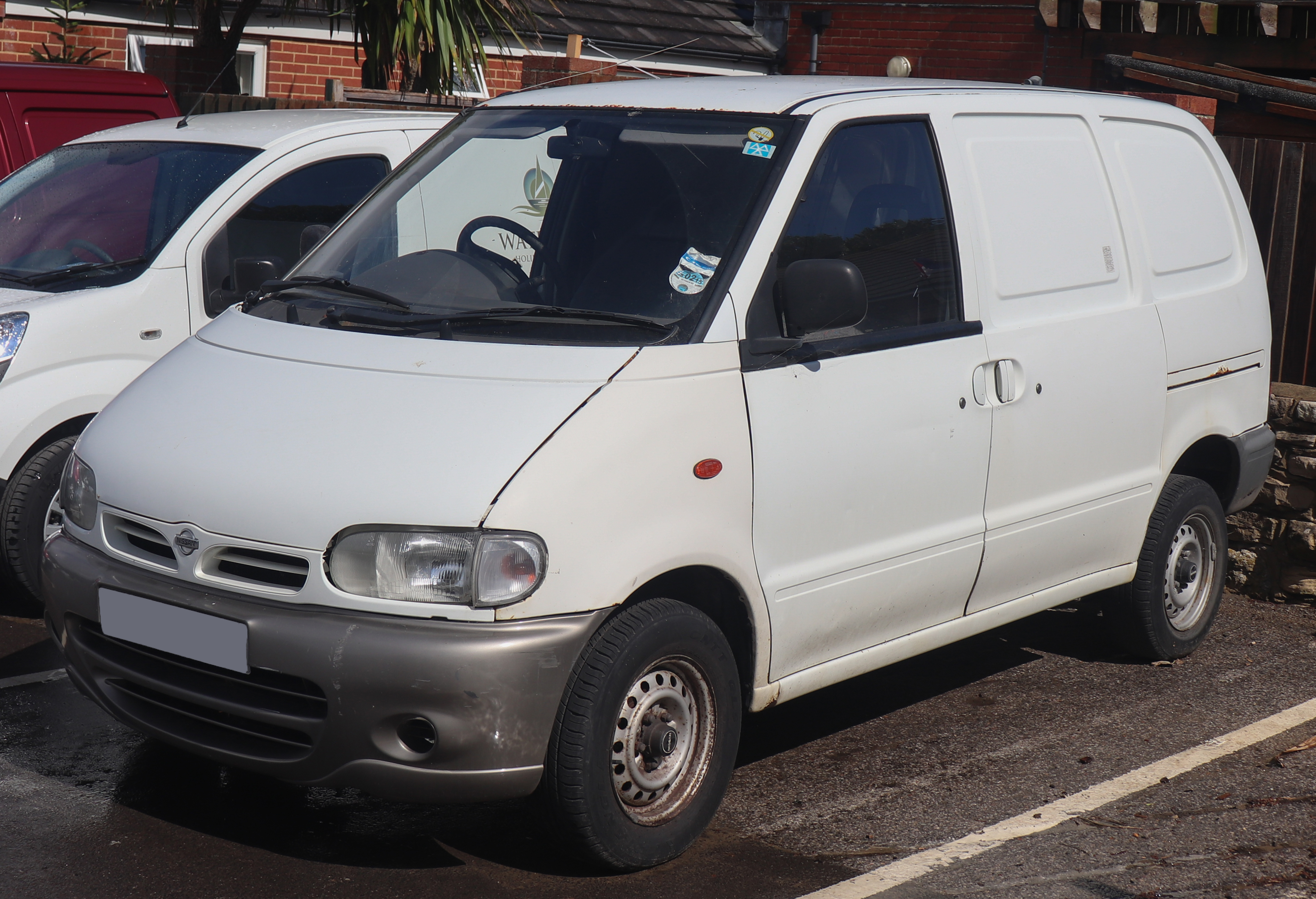
Nissan Vanette E (C123, Європа 1994-2002)

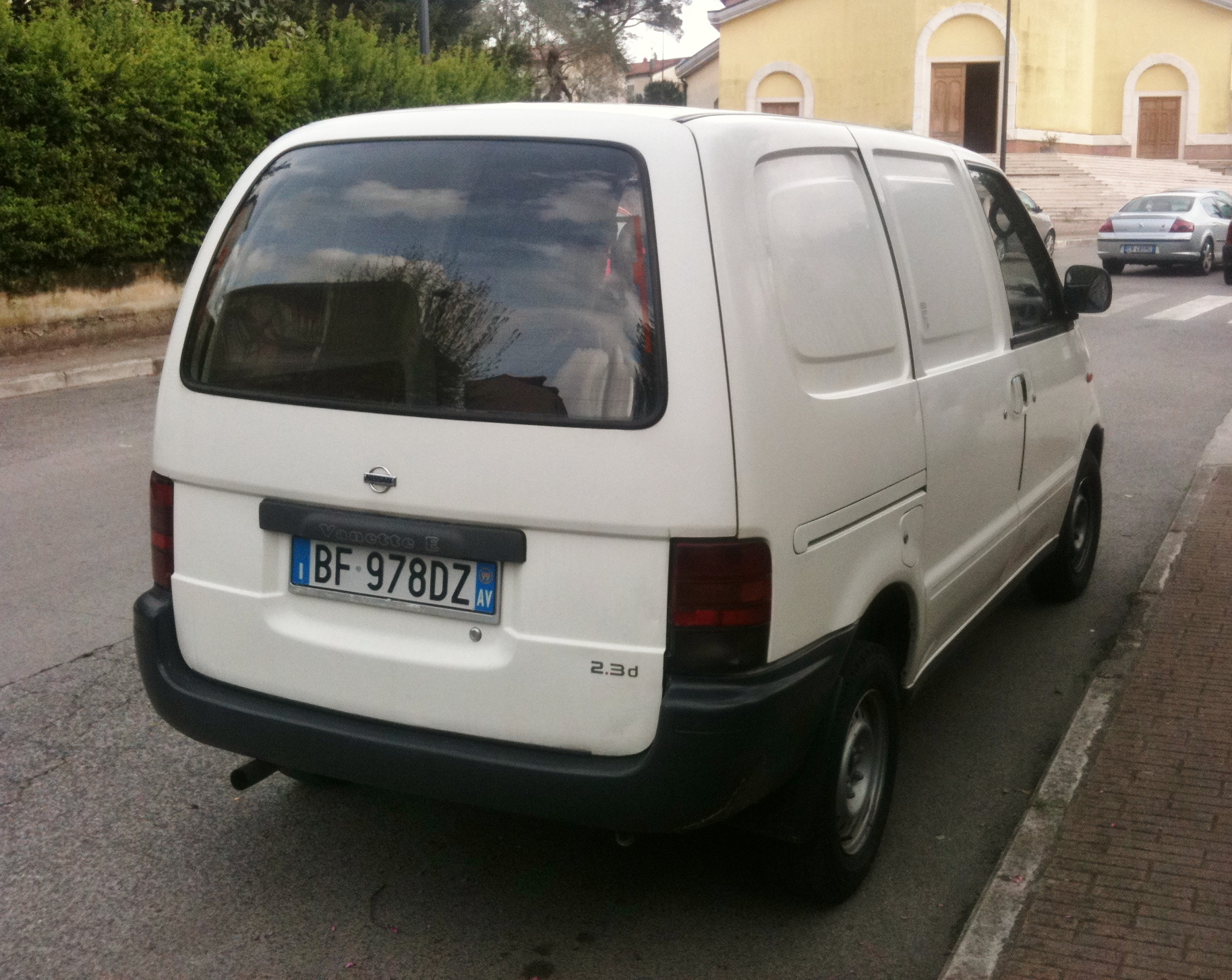
Nissan Vanette E (C123, Європа 1994-2002)

Vanette E (C123) випускалася з 1994 по 2002 рік в Іспанії з закритим кузовом типу фургон. Модель розроблена на основі мінівена Nissan Serena C23; в Японії ця модель була недоступна. Він оснащений 2,0-літровим бензиновим двигуном або 2,0-, 2,3-літровим дизельним двигуном. Модель була доступна з двома ковзаючими бічними дверима. У 2002 році виробництво закінчилося і влітку 2003 року з'явилася наступна модель Nissan Kubistar.

### Двигуни
- 1.6 л GA16DE 98/102 к.с.
- 2.0 л SR20DE 130 к.с.
- 2.0 л LD20 Diesel 67 к.с.
- 2.3 л LD23 Diesel 79 к.с.

## Nissan Vanette Cargo III (HC23, Європа 1995-2001)

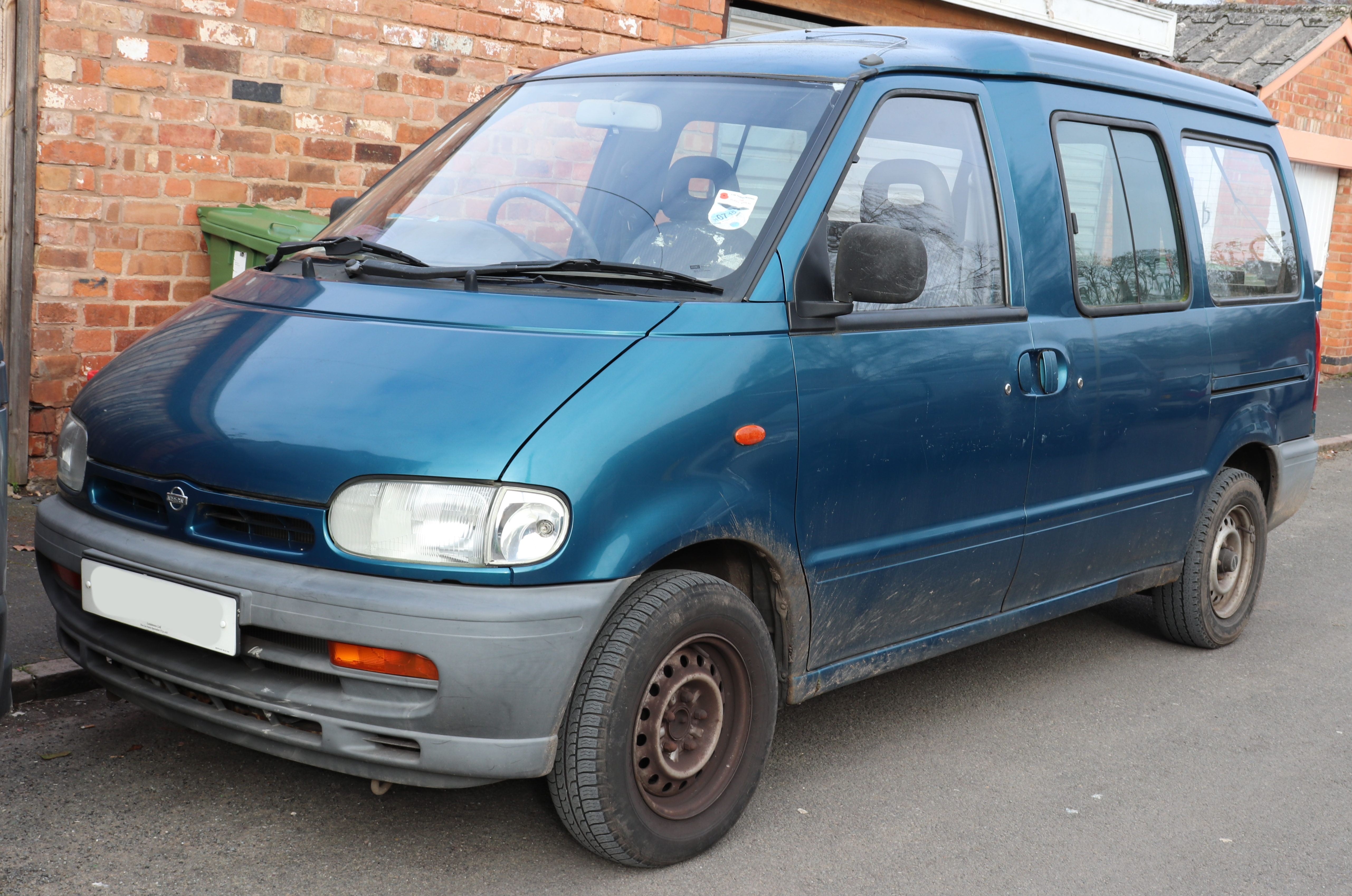
Nissan Vanette Cargo III (HC23, Європа 1995-2001)

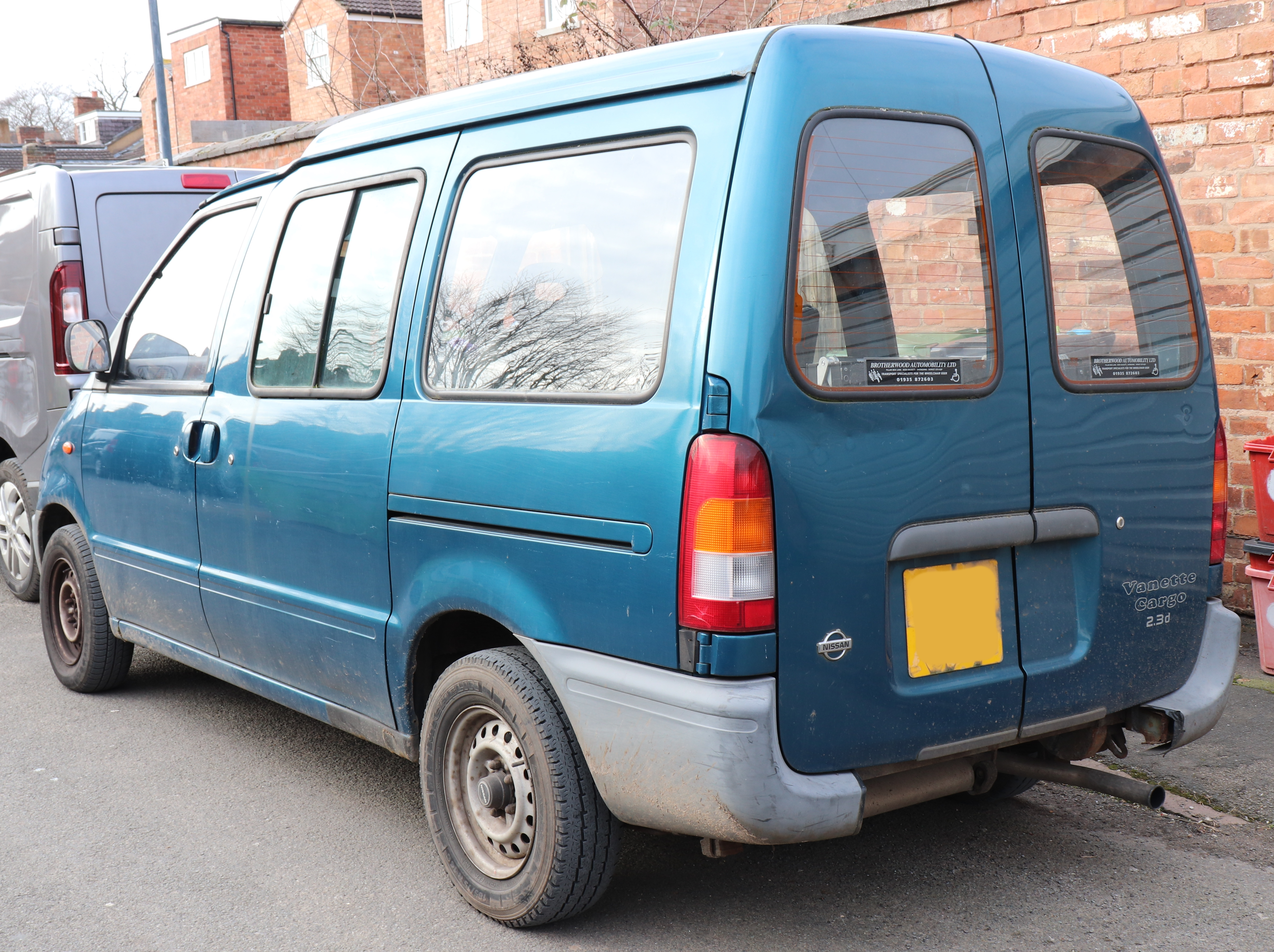
Nissan Vanette Cargo III (HC23, Європа 1995-2001)

З 1995 року в Іспанії почалося виробництво нової моделі Vanette Cargo на базі Vanette з кузовами фургон місткістю до 4,8 м3 при вантажопідйомності 1060 кг і Combi на 5-8 місць. На відміну від Vanette E мікроавтобус Vanette Cargo мав вищий дах, більшу довжину, та двостулкові задні двері. Її габаритні розміри 4495х1695х1980 мм. Cargo оснастили 98-сильним 1,6i двигуном, а також 75-сильним дизелем 2,3D. Вантажне відділення у фургона дійсно непогано продумане, а відтак вміщує чимало вантажу. Значний радіус відкривання дверей полегшує процес завантаження. На додачу збоку передбачені розсувні двері. Позиція водія традиційно висока, що дозволяє контролювати дорогу та навколишню ситуацію. Виробництво Vanette Cargo III (HC23) закінчилося в 2001 році. З 2002 року Nissan запропонував модель Primastar, яка замінила Vanette Cargo в Європі.

### Двигуни
- 1.6 л GA16DE 98/102 к.с.
- 2.0 л LD20 Diesel 67 к.с.
- 2.3 л LD23 Diesel 79 к.с.

## Nissan Vanette (S20, Азія 1994-1999)

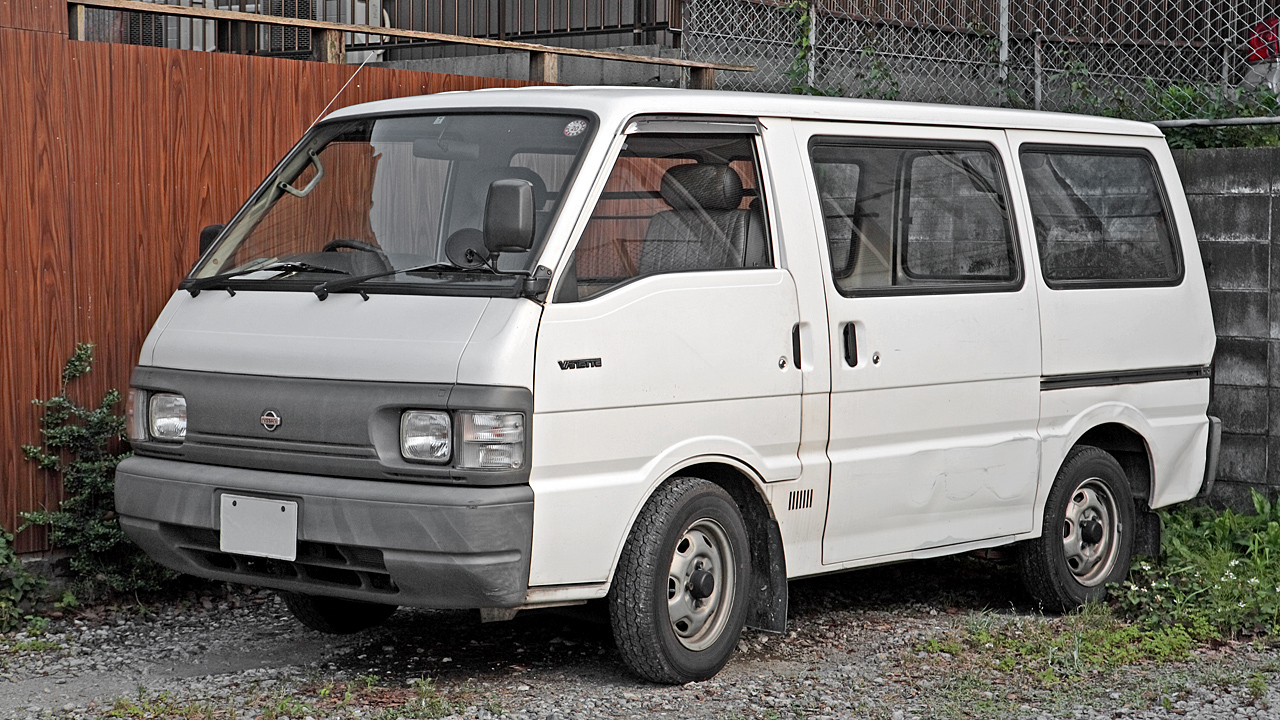
Nissan Vanette (S20, Азія 1994-1999)

- 1.5 л E5 SOHC
- 1.8 л F8 SOHC
- 2.2 л R2 Diesel

## Nissan Vanette (S21, Азія 1999-2012)

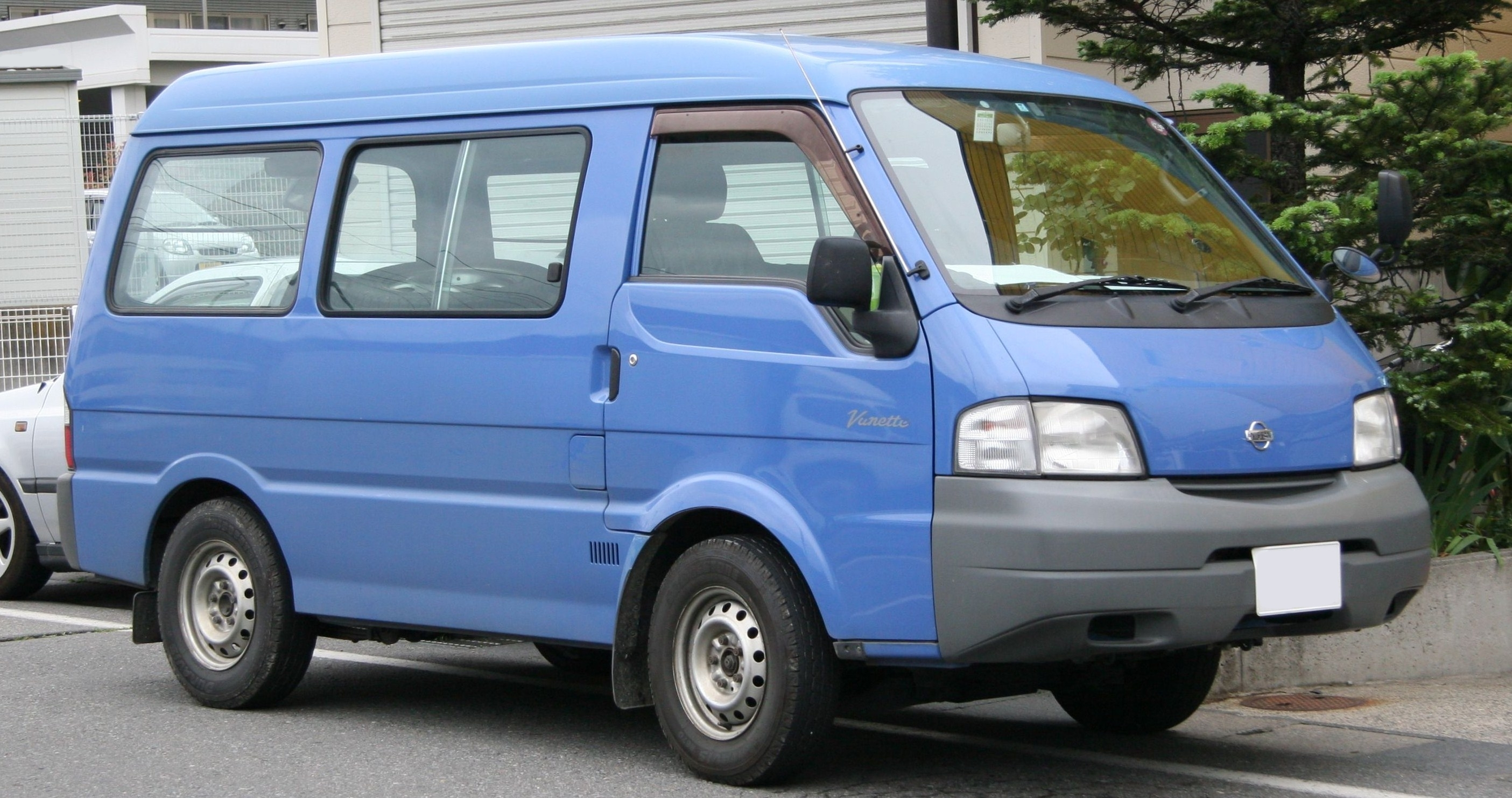
Nissan Vanette (S21, Азія 1999-2012)

- 1.8 л F8-E SOHC
- 1.8 л L8-VE DOHC
- 2.0 л RF-T DI turbo diesel
- 2.0 л RF-T DI SOHC diesel
- 2.2 л R2 SOHC diesel